# Amy Childs

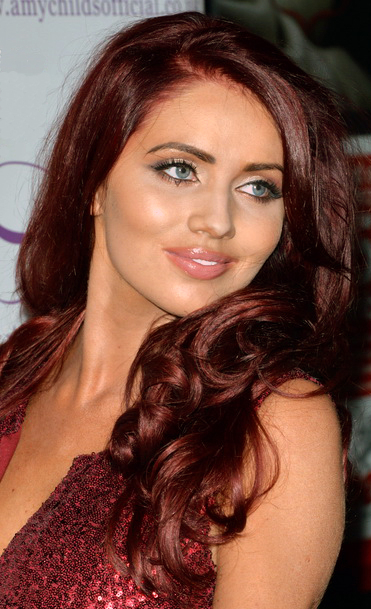
Amy Childs i oktober 2014.

Amy Andrea Childs, född 7 juni 1990 i Barking i London, är en brittisk TV-personlighet, modell och designer. Childs blev känd när hon deltog i de två första säsongerna av ITV-dokusåpan The Only Way Is Essex som även sändes i svensk TV på TV11. Hon har också medverkat i sin egen dokusåpa It's All About Amy mellan 2011 och 2012. Childs deltog vidare i Channel 5:s dokusåpa Celebrity Big Brother 8 år 2011, en kändisversion av Big Brother. År 2014 deltog hon i lekprogrammet The Jump. 
År 2011 tjänade Childs enligt uppskattningar cirka 2,75 miljoner pund. Hon är med på listan över Storbritanniens rikaste TV-stjärnor.